# Muziekindustrie

Marktaandeel bedrijven in de muziekindustrie (2005)

De muziekindustrie is de industrie die zich bezighoudt met het creëren, uitvoeren, promoten en behouden van muziek. Het ontstaan en de ontwikkeling hiervan hangt nauw samen met de geschiedenis van de geluidsopname.
Er zijn drie mediamagnaten die samen zo'n 71% van de omzet in deze industrie in handen hebben, namelijk Sony, Universal en Warner. Virgin is een vierde grote partij die doorgaans niet tot de grote drie wordt gerekend, maar als een groot onafhankelijk platenlabel wordt gezien. Het overige muziekaanbod wordt verzorgd door kleinere onafhankelijk platenlabels en zelfstandige muzikanten (men noemt dit ook wel DIY). Via het web kunnen de kleinere partijen sinds de digitale revolutie op gemakkelijke wijze en succesvol hun creaties aan de man brengen. De grote magnaten hebben last van een te grote overhead en lijden verliezen vanwege overbezetting en ook omdat de marketing-strategieën door middel van reclame niet langer opgaan bij nieuwe media.
De muziekindustrie kent haar eigen wetten en de magnaten leggen artiesten grote verplichtingen op. Daarnaast wordt de waarde van de muziek vooral door de grote organisaties vanuit commerciële oogmerken bepaald. Hierdoor hebben muzikanten vaak nog maar heel weinig invloed op hun "product". Bij onafhankelijke labels is het uitgavebeleid vaak coulanter naar de wens van de artiest toe. Tevens is, net als in andere zeer grote industrietakken, grootschaligheid een economisch gegeven geworden. Kleine artiesten met een beperkt aantal fans komen zeer moeilijk aan de bak.
Naast veel verplichtingen (vooral aan het begin van hun carrière) kunnen artiesten, als ze groot zijn geworden in de wereld van de muziekindustrie, zeer rijk worden. Vanaf dan kunnen ze meestal zelf bepalen wat ze gaan doen. Veel artiesten in deze positie kunnen echter hun artistieke integriteit en oorspronkelijkheid moeilijk handhaven.